# Peggy Ashcroft
Peggy Ashcroft (22. prosinca 1907. – 14. lipnja 1991.), britanska filmska, televizijska i kazališna glumica, dobitnica Oscara za najbolju sporednu glumicu (1984. godine). 

## Životopis
Rođena je kao Edith Margaret Emily Ashcroft u Croydonu. Pohađala je škole Woodford i Central School of Speech and Drama. Vrlo mlada je postala zapažena kazališna glumica, posebice ulogama Naemi u predstavi Jew Suss (1929.), kao i Desdemone u Othellu (1931.) Ipak, najpoznatija je njezina uloga Julije u Romeu i Juliji, gdje joj je partner bio Laurence Olivier. Zapaženo je nastupala i u predstavama Tri sestre, Nasljednica, Antonije i Kleopatra, Ukroćena goropadnica, Kako vam drago i drugima.
Premda Peggy Ashcroft nije previše nastupala na filmu i televiziji, ostvarila je nekoliko nezaboravnih uloga. U razdoblju od 1933. do 1989. pojavila se u 38 filmova i TV serija. Najpoznatija joj je uloga svakako ona gospođe Moore u filmu redatelja Davida Leana iz 1984. godine, Put u Indiju, za koju je nagrađena Oscarom za najbolju sporednu glumicu, a do danas ostaje najstarija dobitnica te nagrade - imala je 77 godina u trenutku dodjele. Umjesto Ashcroft, koja se nije pojavila na dodjeli nagrada, Oscara je u njezino ime primila glumačka kolegica Angela Lansbury. Za istu je ulogu Ashcroft dobila i Zlatni globus za najbolju sporednu glumicu.
Najpoznatija TV uloga bila joj je ona u TV seriji "Dragulj u kruni", slične tematike kao i Put u Indiju. Serija se svojevremeno prikazivala i na TV Zagreb. Za tu je ulogu nagrađena nagradom BAFTA.
Peggy Ashcroft je dobitnica visokog državnog priznanja, Dame Commander of the British Empire (DBE). Udavala se tri puta, a s posljednjim je suprugom, Jeremyjem Hutchinsonom, imala dvoje djece.
Umrla je u Londonu u 84. godini života, od moždanog udara.

## Vanjske poveznice
- Peggy Ashcroft u internetskoj bazi filmova IMDb-u (engl.)